# Lynn Flewelling
Lynn Flewellingová (* 20. října 1958 Presque Isle, Maine, jako Lynn Elizabeth Beaulieu) je americká spisovatelka. Píše fantasy literaturu. Napsala sérii Štěstí ve Stínech a trilogii Tamír.

## Biografie
Lynn vyrostla na severu amerického státu Maine. V období života na pobřeží procestovala celý svět. Spoustu zkušeností z cest se objevilo i v jejich knihách. Pracovala jako učitelka, malířka, asistentka patologa, editorka na volné noze a novinářka. Svého manžela, Douglase Flewellinga, si vzala v roce 1981. Má dva syny. Teď žije ve městě Redlands v Kalifornii, kde pokračuje v psaní a pořádá workshopy na místní univerzitě.

## Dílo

### Noční běžci
| Jméno (EN/CS)                           | Rok vydání (EN/CS) | Nakladatelstí (EN/CS)        |
| --------------------------------------- | ------------------ | ---------------------------- |
| Štěstí ve Stínech / Luck in the Shadows | 1996/1999          | Bantam Spectra / Fantomprint |
| Příchod Tmy / Stalking Darkness         | 1997/1999          | Bantam Spectra / Fantomprint |
| Zrádcův Měsíc / Traitor's Moon          | 1999/2000          | Bantam Spectra / Fantomprint |
| Návrat Stínu / Shadows Return           | 2008/2013          | Bantam Spectra / Fantomprint |
| Bílá cesta / The White Road             | 2010/2013          | Bantam Spectra / Fantomprint |
| Schránka duší / Casket of Souls         | 2012/2014          | Bantam Spectra / Fantomprint |
| Střepy času / Shards of Time            | 2014/2015          | Del Rey / Fantomprint        |

### Tamír
| Jméno (EN/CS)                         | Rok vydání (EN/CS) | Nakladatelstí (EN/CS)        |
| ------------------------------------- | ------------------ | ---------------------------- |
| Dítě Proroctví / The Bone Doll's Twin | 2001/2004          | Bantam Spectra / Fantomprint |
| Skrytý Válečník / Hidden Warrior      | 2003/2007          | Bantam Spectra / Fantomprint |
| Královna věštců / Oracle's Queen      | 2006/2007          | Bantam Spectra / Fantomprint |

### Další projekty
Žádný z těchto projektů(zatím) nebyl přeložen / nevyšel v České republice.
- „Letter To Alexi“ Prisoners of the Night (1995)
- „Raven's Cut“ Assassin Fantastic anthology, Martin Greenberg and Alex Potter
- „The Complete Nobody's Guide to Query Letters“ Speculations (1999)
- „Perfection“ Elemental: The Tsunami Relief Anthology: Příběhy Science Fiction a Fantasy, Steven Savile and Alethea Kontis (2006)
- „Glimpses“ (2010) – Sbírka příběhů Nočních běžců.